# Xian de Donghai
Le xian de Donghai (东海县 ; pinyin : Dōnghǎi Xiàn) est un district administratif de la province du Jiangsu en Chine. Il est placé sous la juridiction de la ville-préfecture de Lianyungang.

## Démographie
La population du district était de 1 100 047 habitants en 1999.